# اورایوکی
 اورایوکی (به فنلاندی: Eurajoki) یک منطقهٔ مسکونی در فنلاند است که در ساتاکونتا واقع شده‌است.